# Califórnia
Califórnia is een gemeente in de Braziliaanse deelstaat Paraná. De gemeente telt 8710 inwoners (census 2022).
1. ↑  https://cidades.ibge.gov.br/brasil/pr/california/panorama